# Пасока (десерт)
Пасо́ка (порт.-браз. paçoca), также капироса́ва (порт.-браз. capiroçava) — распространённый десерт бразильской кухни, отдалённый аналог халвы. Пасока делается из молотого арахиса, сахара и соли. В некоторые рецепты также добавляют муку: кукурузную, овсяную или маниоковую. Исторически пасока была десертом, типичным для кухни сельских районов Бразилии, особенно в юго-восточных штатах Сан-Паулу и Минас-Жерайс. Хотя сегодня пасока производится в промышленных масштабах, её по-прежнему нередко готовят дома, особенно к летнему фестивалю «Festa Junina» (аналог Иванова дня). Пасока имеет сладкий вкус и сухую твёрдую текстуру.

## История
Пасока в её нынешнем виде была изобретена в период колониальной Бразилии, но у бразильских индейцев были рецепты, в которых мука из маниоки смешивалась с другими ингредиентами. Эти рецепты были изменены поселенцами, создав нынешнюю комбинацию, в которой используется сахар.

## Название
Название «пасока» происходит из языка индейцев тупи. Тем же словом называется и другое, несладкое блюдо: смесь муки из маниоки с вяленой говядиной. Оба блюда, возможно, произошли от одного и того же индейского блюда, но со временем превратились в совершенно разные продукты.

## Приготовление
Приготовление пасоки в домашних или ремесленных условиях начинается с обжаривания арахиса. Затем его смешивают с другими ингредиентами и всё вместе измельчают в специальной ступе. На современном производстве используют промышленные миксеры, а получившуюся смесь прессуют в различные формы, чаще всего, придавая продукту форму квадратика или форму пробки. Затем произведённая на фабриках пасока фасуется и продаётся, как конфеты. Существуют и современные промышленные рецепты, например, диетический — без добавления сахара.